# Bitva u Gestilrenu

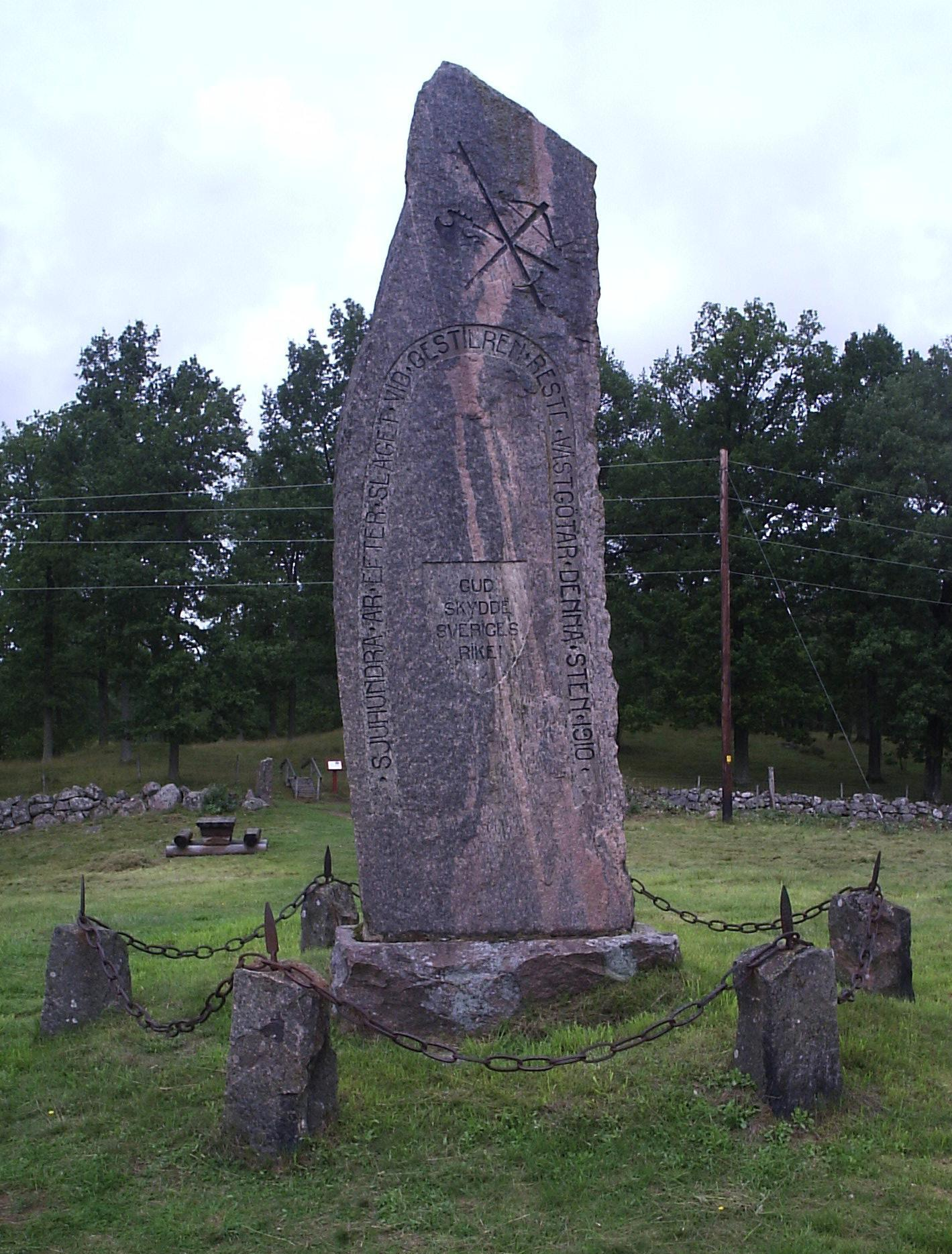
Památník bitvy u Gestilrenu

Bitva u Gestilrenu byla třetí a poslední bitvou o švédský trůn mezi králem v exilu Sverkerem II. a vládnoucím králem Erikem X. Proběhla dne 17. července 1210. Skončila porážkou Sverkera II., který v bitvě padl, a po století konfliktů vedla k uklidnění poměrů a rozvoji země. Ve snaze získat dánskou podporu se po bitvě Erik oženil s princeznou Rixou, dcerou krále Valdemara II.
Místo, kde se bitva odehrála není známé, ale tradičně se za něj považuje lokalita Varvs socken v historické oblasti Västergötland. V roce 1910 zde byl postaven památník. Jiným možným místem je Gästre v Upplandu, kde se místní název Gestilren objevuje v církevních záznamech z přelomu 16. a 17. století.